# Ogólnopolski Przegląd Młodych Zespołów Jazzowych i Bluesowych Gdyńskiego Sax Clubu
Ogólnopolski Przegląd Młodych Zespołów Jazzowych i Bluesowych Gdyńskiego Sax Clubu – coroczny przegląd promujący młodych muzyków jazzowych i bluesowych organizowany przez Sax Club "Ucho" wspólnie z Urzędem Miasta Gdyni. Przegląd jest otwarty, lecz skierowany wyłącznie do artystów, którzy nie ukończyli 30 lat. Laureaci tradycyjnie występują na Sopot Molo Jazz Festiwal, otrzymują wysokie nagrody pieniężne oraz sesję nagraniową w studiu Radia Gdańsk. Przegląd ma charakter dwu-etapowego konkursu składającego się z eliminacji i finału mającego miejsce w Gdyńskim Sax Clubie "Ucho", w którym udział bierze kilka zespołów wytypowanych z całej Polski. Imprezę prowadzi tradycyjnie Przemek Dyakowski – szef Sax Clubu. W pracach Jury Przeglądu brali udział wybitni muzycy jazzowi i bluesowi oraz dziennikarze muzyczni tacy jak: Zbigniew Namysłowski, Maciej Sikała, Wojciech Staroniewicz, Tomasz Szukalski, Jan Ptaszyn Wróblewski, czy Leszek Kułakowski.

## Laureaci
| Lp | Rok  | Najlepszy Zespół          | Wyróżnienie Indywidualne               | Wyróżnienie Zespołowe   | Jury                                                                                             |
| -- | ---- | ------------------------- | -------------------------------------- | ----------------------- | ------------------------------------------------------------------------------------------------ |
| 1  | 1998 | –                         | –                                      | –                       |                                                                                                  |
| 2  | 1999 | –                         | Dominik Bukowski                       | Blue Mind Quartet       |                                                                                                  |
| 3  | 2000 | Jacek Namysłowski Quintet | Piotr Wrombel                          | –                       |                                                                                                  |
| 4  | 2001 | –                         | –                                      | –                       |                                                                                                  |
| 5  | 2002 | –                         | Sławek Jaskułke                        | –                       |                                                                                                  |
| 6  | 2003 | –                         | –                                      | –                       |                                                                                                  |
| 7  | 2004 | –                         | Maciej Kociński                        | –                       |                                                                                                  |
| 8  | 2005 | –                         | –                                      | –                       |                                                                                                  |
| 9  | 2006 | –                         | –                                      | –                       |                                                                                                  |
| 10 | 2007 | Mid-West Quartet          | Krzysztof Krakowski, Bartosz Pieszka   | Sławomir Dudar Quartet  | Jan Ptaszyn Wróblewski, Dominik Bukowski, Tomasz Sowiński, Janusz Mackiewicz, Krystyna Rejnowicz |
| 11 | 2008 | Tomasz Dąbrowski Quartet  | Tomasz Dąbrowski                       | –                       | Zbigniew Namysłowski, Dominik Bukowski, Tomasz Sowiński, Janusz Mackiewicz, Krystyna Rejnowicz   |
| 12 | 2009 | Wierba & Schmidt Quintet  | –                                      | –                       | Tomasz Szukalski, Dominik Bukowski, Tomasz Sowiński, Janusz Mackiewicz, Krystyna Rejnowicz       |
| 13 | 2010 | Biotone                   | Przemysław Florczak, Michał Tomaszczyk | Inner Spaces            | Maciej Sikała, Dominik Bukowski, Tomasz Sowiński, Janusz Mackiewicz, Krystyna Rejnowicz          |
| 14 | 2011 | Iwona Kmiecik Quintet     | Jarosław Bothur, Tomasz Wendt          | Sebastian Zawadzki Trio | Wojciech Staroniewicz, Dominik Bukowski, Tomasz Sowiński, Janusz Mackiewicz, Krystyna Rejnowicz  |
| 15 | 2012 | High Definition           | Maurycy Wójciński, Andrzej Józefów     | Sekstans                | Leszek Kułakowski, Dominik Bukowski, Tomasz Sowiński, Janusz Mackiewicz, Krystyna Rejnowicz      |